# Asteridiella coprosmae
Asteridiella coprosmae är en svampart som beskrevs av Hansf. 1957. Asteridiella coprosmae ingår i släktet Asteridiella och familjen Meliolaceae.   Inga underarter finns listade i Catalogue of Life.